# Маббутт, Гари
Га́ри Ви́нсент Ма́ббутт (англ. Gary Vincent Mabbutt; 23 августа 1961, Бристоль) — английский футболист, который играл на позиции защитника.

## Семья
Гари Маббутт родился в городе Бристоль. Его отец — Рэй Маббут, профессиональный футболист, который выступал в течение 1956—1969 годы за «Бристоль Роверс». Старший брат Гари Маббута — Кевин Маббут выступал за Бристоль Сити и Кристал Пэлас.

## Карьера
Гари Маббутт начал свою профессиональную карьеру в клубе «Бристоль Роверс», который играл в то время во втором дивизионе чемпионата Англии. Гари Маббутт провёл в «Бристоль Роверс» 3 сезона. В сезоне 1980/81, по результатам которого «Бристоль Роверс» выбыл в третий дивизион чемпионата Англии, он стал лучшим бомбардиром клуба с 5 мячами вместе с Эйданом Маккаффери.
В августе 1982 года Гари Маббутт заключил контракт с клубом «Тоттенхэм Хотспур». Сумма трансфера составила 105 000 фунтов. Дебют Гари Маббутта произошёл в матче Суперкубка Англии по футболу против «Ливерпуля». По итогам сезона 1986/87 Гари Маббутт стал лучшим игроком года в «Тоттенхэм Хотспур». За 16 сезонов в «Тоттенхэме» Маббутт провёл за клуб 629 матчей и забил 37 голов.

## Награды
Командные:
- Кубок УЕФА: 1984
- Кубок Англии: 1991